# 崎田美也
崎田 美也（さきた みや、1947年6月26日 - ）は、日本の元女優、声優。本名同じ。

## 略歴
大阪府出身。1967年に舞台芸術学院入学。その後劇団仲間を経て、劇団青年座に所属。

## 出演作品

### テレビドラマ
- 金曜ドラマ「沿線地図」（1979年、TBS） - 市場の娘
- 月曜ワイド劇場「嫁姑・女のいくさ」
- おんな太閤記（1981年、NHK） - 城下の人々
- 淋しいのはお前だけじゃない（1982年、TBS）
- 年ごろ家族（1984年、TBS）
- セーラー服反逆同盟（1986年、日本テレビ）
- 教師びんびん物語II（1989年、フジテレビ）
- 吉野物語（1989年、よみうりテレビ・日本テレビ）- 香代
- 土曜ワイド劇場「美しい人妻 六年目の殺意」
- 月曜ドラマスペシャル「松本清張作家活動40周年記念・西郷礼」（1991年、TBS）
- バック・トゥ・ザ・ギャートルズ・デイズ（1993年、NHK） - オタスケメ
- 悪魔のKISS（1993年、フジテレビ）
- わが町（1993年、日本テレビ） - 主婦
- For you（1995年、フジテレビ）
- 家なき子2（1995年、日本テレビ）

### 映画
- 生きてみたいもう一度 新宿バス放火事件（1985年）

### テレビアニメ
- 名探偵コナン（1996年） - 仲居

### 吹き替え
- 陪審員 ※ソフト版
- マイ・ガール（1981年）
- 私立探偵ハリー
- タイムマシーンにお願い
- ロマンシング・アドベンチャー/キング・ソロモンの秘宝 ※テレビ東京版